# بطولة كأس العالم للسيدات تحت 19 سنة 2004
كانت بطولة كأس العالم للسيدات تحت 19 سنة 2004 (ฟุตบอลหญิงชิงแชมป์โลก รุ่นอายุไม่เกิน 19 ปี) قد أُقيمت من 10 إلى 27 نوفمبر 2004. كانت النسخة الثانية من البطولة الشبابية للسيدات التي نظمها الاتحاد الدولي لكرة القدم، قبل أن تُعاد تسميتها إلى بطولة كأس العالم للسيدات تحت 20 سنة في نسخة 2006. استضافت تايلاند البطولة في ملعبين في بانكوك، واحد في تشيانغ مي وآخر في فوكيت. كانت هذه أول بطولة نسائية للفيفا تُقام في جنوب شرق آسيا.
حصلت مارتا من البرازيل على جائزة الكرة الذهبية من أديداس، بصفتها أفضل لاعبة في البطولة، وفازت بريتاني تيمكو من كندا بالحذاء الذهبي برصيد 7 أهداف في 4 مباريات.

## الأماكن
| بانكوك                                                                                 | بانكوك           | تشيانغ مي         | بوكيت         |
| -------------------------------------------------------------------------------------- | ---------------- | ----------------- | ------------- |
| ملعب راجامانجالا الوطني                                                                | ملعب سوفاتشالاسي | ملعب الذكرى ال700 | ملعب سوراكول  |
|                                                                                        |                  |                   |               |
| السعة: 65،000                                                                          | السعة: 35،000    | السعة: 25،000     | السعة: 15،000 |
| بانكوك تشيانغ مي بوكيت موقع الملاعب في بطولة العالم لكرة القدم للسيدات تحت 19 سنة 2004 |                  |                   |               |

## الفرق المؤهلة
تم تخصيص المقاعد للاتحادات القارية على النحو التالي: CAF (1)، AFC (2)، الاتحاد الأوروبي لكرة القدم (4)، كونكاكاف (2)، كونميبول (1)، OFC (1)، بالإضافة إلى الدولة المضيفة (1).
| الاتحاد القاري (القارة)                             | البطولة التأهيلية                                  | المتأهل(ون)                      |
| --------------------------------------------------- | -------------------------------------------------- | -------------------------------- |
| AFC (آسيا)                                          | البلد المستضيف                                     | تايلاند1                         |
| AFC (آسيا)                                          | بطولة آسيا تحت 19 سنة للسيدات 2004                 | كوريا الجنوبية1 الصين1           |
| CAF (إفريقيا)                                       | بطولة إفريقيا تحت 19 سنة للسيدات 2004              | نيجيريا                          |
| CONCACAF (أمريكا الشمالية، أمريكا الوسطى والكاريبي) | بطولة كونكاكاف التأهيلية تحت 19 سنة للسيدات 2004   | كندا الولايات المتحدة            |
| CONMEBOL (أمريكا الجنوبية)                          | بطولة أمريكا الجنوبية تحت 19 سنة للسيدات 2004      | البرازيل                         |
| OFC (أوقيانوسيا)                                    | بطولة أوقيانوسيا التأهيلية تحت 19 سنة للسيدات 2004 | أستراليا                         |
| UEFA (أوروبا)                                       | بطولة أوروبا للسيدات تحت 19 سنة 2004               | إسبانيا1 ألمانيا إيطاليا1 روسيا1 |

1.^المنتخبات التي ظهرت لأول مرة.

## مرحلة المجموعات
كل الأوقات بالتوقيت المحلي (التوقيت العالمي المنسق+7)

### المجموعة أ
| الفريق   | ن | ل | ف | ت | خ | أ  | ع  | ف   |
| -------- | - | - | - | - | - | -- | -- | --- |
| ألمانيا  | 7 | 3 | 2 | 1 | 0 | 13 | 3  | +10 |
| كندا     | 7 | 3 | 2 | 1 | 0 | 12 | 4  | +8  |
| أستراليا | 3 | 3 | 1 | 0 | 2 | 6  | 6  | 0   |
| تايلاند  | 0 | 3 | 0 | 0 | 3 | 0  | 18 | −18 |

| تايلاند | 0–6     | ألمانيا                                                              |
| ------- | ------- | -------------------------------------------------------------------- |
|         | (تقرير) | 10' ميتاغ · 12'، 41' غوسلينج · 17'، 24' أوكوينا دا مبابي · 43' لاودر |

| أستراليا   | 1–2     | كندا           |
| ---------- | ------- | -------------- |
| مكالوم 49' | (تقرير) | 14'، 19' تيمكو |

| ألمانيا                                           | 4–0     | أستراليا |
| ------------------------------------------------- | ------- | -------- |
| أوكوينا دا مبابي 4' · ميتاغ 26'، 73' · بلاسيه 85' | (تقرير) |          |

| كندا                                                                     | 7–0     | تايلاند |
| ------------------------------------------------------------------------ | ------- | ------- |
| دينيس 11' · تيمكو 25'، 35'، 56' · روبنسون 33' · ماراندا 46' · جاماني 54' | (تقرير) |         |

| ألمانيا                    | 3–3     | كندا                               |
| -------------------------- | ------- | ---------------------------------- |
| هانبيك 4' · ميتاغ 10'، 37' | (تقرير) | 40' لانغ · 42' ماراندا · 63' تيمكو |

| أستراليا                                                       | 5–0     | تايلاند |
| -------------------------------------------------------------- | ------- | ------- |
| مكالوم 10'، 19' · ويواسوكو 26' (OG) · ليدبروك 45' · كورالي 55' | (تقرير) |         |

### المجموعة ب
| الفريق   | النقاط | لعب | فوز | تعادل | خسارة | له | عليه | فرق |
| -------- | ------ | --- | --- | ----- | ----- | -- | ---- | --- |
| البرازيل | 6      | 3   | 2   | 0     | 1     | 6  | 5    | +1  |
| الصين    | 6      | 3   | 2   | 0     | 1     | 4  | 3    | +1  |
| نيجيريا  | 4      | 3   | 1   | 1     | 1     | 4  | 4    | 0   |
| إيطاليا  | 1      | 3   | 0   | 1     | 2     | 3  | 5    | −2  |

| نيجيريا | 0–1     | الصين     |
| ------- | ------- | --------- |
|         | (تقرير) | 77' Zhang |

| إيطاليا  | 1–2     | البرازيل                  |
| -------- | ------- | ------------------------- |
| ريكو 64' | (تقرير) | 11' كوستي (OG) · 84' كيلي |

| الصين              | 2–1     | إيطاليا  |
| ------------------ | ------- | -------- |
| وانغ 52' · شيو 82' | (تقرير) | 24' ريكو |

| البرازيل                  | 2–3     | نيجيريا                         |
| ------------------------- | ------- | ------------------------------- |
| مارتا 55' · كريستياني 83' | (تقرير) | 9' أواك · 14' جودوين · 90' سابي |

| الصين  | 1–2     | البرازيل                  |
| ------ | ------- | ------------------------- |
| لو 53' | (تقرير) | 38' مارتا · 47' كريستياني |

| إيطاليا     | 1–1     | نيجيريا  |
| ----------- | ------- | -------- |
| مانييري 68' | (تقرير) | 88' سابي |

### المجموعة ج
| الفريق           | النقاط | اللاعب | فوز | تعادل | خسارة | أهداف سُجلت | أهداف مستقبلة | فارق الأهداف |
| ---------------- | ------ | ------ | --- | ----- | ----- | ---------- | ------------- | ------------ |
| الولايات المتحدة | 9      | 3      | 3   | 0     | 0     | 8          | 1             | +7           |
| روسيا            | 3      | 3      | 1   | 0     | 2     | 5          | 7             | −2           |
| كوريا الجنوبية   | 3      | 3      | 1   | 0     | 2     | 3          | 5             | −2           |
| إسبانيا          | 3      | 3      | 1   | 0     | 2     | 3          | 6             | −3           |

| كور | 0–3     | أوسا                                      |
| --- | ------- | ----------------------------------------- |
|     | (تقرير) | 15' (pen) ووزنوك · 17' رودريغز · 72' غراي |

| روس                                                      | 4–1     | إسب       |
| -------------------------------------------------------- | ------- | --------- |
| تيريكوفا 10' · سوشنيفا 36' · بتروفا 76' · جيل 88' (o.g.) | (تقرير) | 24' زوفيا |

| أوسا                                            | 4–1     | روس         |
| ----------------------------------------------- | ------- | ----------- |
| ووزنوك 2' (pen) · روستيدت 25'، 60' · رابينو 63' | (تقرير) | 46' سوشنيفا |

| إسب          | 2–1     | كور          |
| ------------ | ------- | ------------ |
| بوه 19'، 57' | (تقرير) | 72' بارك إي. |

| أوسا        | 1–0     | إسب |
| ----------- | ------- | --- |
| روستيدت 44' | (تقرير) |     |

| روس | 0–2     | كور                    |
| --- | ------- | ---------------------- |
|     | (تقرير) | 21' لي · 55' بارك إتش. |

## جولة خروج المغلوب
كل الأوقات بالتوقيت المحلي (التوقيت العالمي المنسق+7)

### خريطة خروج المغلوب
|  | ربع النهائي           | ربع النهائي        |                    |          | نصف النهائي   | نصف النهائي   |  |  | النهائي            | النهائي |
|  |                       |                    |                    |          |               |               |  |  |                    |         |
|  | 21 نوفمبر - تشيانغ مي |                    |                    |          |               |               |  |  |                    |         |
|  |                       |                    |                    |          |               |               |  |  |                    |         |
|  | جير (pso)             | 1 (5)              |                    |          |               |               |  |  |                    |         |
|  | جير (pso)             | 1 (5)              | 24 نوفمبر - بانكوك |          |               |               |  |  |                    |         |
|  | نجا                   | 1 (4)              |                    |          |               |               |  |  |                    |         |
|  | نجا                   | 1 (4)              | جير                | 3        |               |               |  |  |                    |         |
|  | 21 نوفمبر - تشيانغ مي |                    | جير                | 3        |               |               |  |  |                    |         |
|  |                       | يو اس ايه          | 1                  |          |               |               |  |  |                    |         |
|  | يو اس ايه             | يو اس ايه          | 1                  | 2        |               |               |  |  |                    |         |
|  | يو اس ايه             |                    | 27 نوفمبر - بانكوك | 2        |               |               |  |  |                    |         |
|  | اوس                   | 0                  |                    |          |               |               |  |  |                    |         |
|  | اوس                   | 0                  | جير                | 2        |               |               |  |  |                    |         |
|  | 21 نوفمبر - بانكوك    |                    | جير                | 2        |               |               |  |  |                    |         |
|  |                       | تش‌ان               | 0                  |          |               |               |  |  |                    |         |
|  | البرازيل (a.e.t)      | تش‌ان               | 0                  | 4        |               |               |  |  |                    |         |
|  | البرازيل (a.e.t)      | 24 نوفمبر - بانكوك |                    | 4        |               |               |  |  |                    |         |
|  | ر‌و‌س                   | 2                  |                    |          |               |               |  |  |                    |         |
|  | ر‌و‌س                   | 2                  | البرازيل           | 0        | المركز الثالث | المركز الثالث |  |  |                    |         |
|  | 21 نوفمبر - بانكوك    |                    | البرازيل           | 0        | المركز الثالث | المركز الثالث |  |  |                    |         |
|  |                       | تش‌ان               | 2                  |          |               |               |  |  |                    |         |
|  | كان                   | تش‌ان               | 2                  | 1        | يو اس ايه     | 3             |  |  |                    |         |
|  | كان                   |                    |                    | 1        | يو اس ايه     | 3             |  |  |                    |         |
|  | تش‌ان                  | 3                  |                    | البرازيل | 0             |               |  |  |                    |         |
|  | تش‌ان                  | 3                  |                    |          | 0             |               |  |  |                    |         |
|  |                       |                    |                    |          |               |               |  |  | 27 نوفمبر - بانكوك |         |
|  |                       |                    |                    |          |               |               |  |  |                    |         |

### ربع النهائي
| جير                                      | 1–1 (بعد الوقت الإضافي) | نيج                                   |
| ---------------------------------------- | ----------------------- | ------------------------------------- |
| ميتاغ 86'                                | (تقرير)                 | 35' إدوه                              |
| ركلات الترجيح                            |                         |                                       |
| هانيبيك · هاور · توماس · ميتاغ · بيرنغير | 5–4                     | إيواغوو · سيكي · إدوه · جودوين · يوسف |

| البرازيل                                        | 4–2 (بعد الوقت الإضافي) | روس                              |
| ----------------------------------------------- | ----------------------- | -------------------------------- |
| مارتا 42' · كريستياني 90+4' · ساندرا 114'، 117' | (تقرير)                 | 29' تسيبوتوفيتش · 61' تسيديكاوفا |

| أمي                      | 2–0     | أوس |
| ------------------------ | ------- | --- |
| رودريغز 54' · رابينو 68' | (تقرير) |     |

| كان       | 1–3     | الصين                          |
| --------- | ------- | ------------------------------ |
| تيمكو 63' | (تقرير) | 3' (جزاء)، 21' تشانغ · 65' ليو |

### نصف النهائي
| جير                                  | 3–1     | الولايات المتحدة |
| ------------------------------------ | ------- | ---------------- |
| كران 11' · بيرنغير 69' · هانيبيك 82' | (تقرير) | 16' (ه.ذ.) كران  |

| البرازيل | 0–2     | الصين       |
| -------- | ------- | ----------- |
|          | (تقرير) | 11'، 42' لو |

### مباراة تحديد المركز الثالث
| الولايات المتحدة                   | 3–0     | البرازيل |
| ---------------------------------- | ------- | -------- |
| هانكس 21' · رابينو 27' · وزنوك 73' | (تقرير) |          |

### النهائي
| جير                    | 2–0     | تشا |
| ---------------------- | ------- | --- |
| لاودر 4' · بيرنغير 83' | (تقرير) |     |

| الفائزون ببطولة العالم للسيدات تحت 19 سنة لكرة القدم لعام 2004 |
| -------------------------------------------------------------- |
| ألمانيا للمرة الأولى                                           |

## الجوائز
تم منح الجوائز التالية للبطولة:
| الكرة الذهبية                | الكرة الفضية                 | الكرة البرونزية              |
| ---------------------------- | ---------------------------- | ---------------------------- |
| البرازيل مارتا               | الولايات المتحدة أنجي ووزنوك | ألمانيا آنيا ميتاغ           |
| الحذاء الذهبي                | الحذاء الفضي                 | الحذاء البرونزي              |
| كندا بريتاني باكستر          | ألمانيا آنيا ميتاغ           | الولايات المتحدة أنجي ووزنوك |
| 7 أهداف                      | 6 أهداف                      | 3 أهداف                      |
| جائزة اللعب النظيف من الفيفا |                              |                              |
| الولايات المتحدة             |                              |                              |

### فريق كل النجوم
| Goalkeepers                                     | Defenders | Midfielders | Forwards                                                                        |
| ----------------------------------------------- | --- | --- | ------------------------------------------------------------------------------- |
| روسيا إلفيرا تودوا الولايات المتحدة أشلين هاريس | الصين وانغ كون نيجيريا أكودو سابي روسيا إلينا سيمينتشينكو تايلاند سوفابون كايوبان الولايات المتحدة بيكي ساوربورن | الصين تشانغ ينغ البرازيل مارتا ألمانيا سيموني لاودر ألمانيا باتريشيا هانيبك كوريا الجنوبية لي جانغ مي روسيا سفيتلانا تسيكوفا الولايات المتحدة أنجي ووزنوك | البرازيل كريستياني كندا بريتاني تيمكو إسبانيا فيرونيكا بوكيت ألمانيا آنيا ميتاغ |

## الهدافون
7 أهداف
- كندا بريتاني تيمكو

6 أهداف
- جير أنيا ميتاغ

3 أهداف
- أستراليا كوليت مكالوم
- البرازيل كرستياني
- البرازيل مارتا
- الصين لو شياوشو
- الصين تشانغ ينغ
- ألمانيا سيليا أوكويونو دا مبابي
- الولايات المتحدة ميغان رابينو
- الولايات المتحدة جيسيكا روستيدت
- الولايات المتحدة أنجي ووزنوك

2 أهداف
- البرازيل ساندرا
- كندا فيرونيك ماراندا
- ألمانيا ميلاني بيرنغير
- ألمانيا لينا جوسلينج
- ألمانيا باتريشيا هانبيك
- ألمانيا سيموني لاودر
- إيطاليا أنيسي ريكو
- نيجيريا أكودو سابي
- روسيا إيكاترينا سوشنيفا
- إسبانيا جاد بوه
- الولايات المتحدة إيمي رودريغز

1 هدف
- أستراليا سيلين كورالاي
- أستراليا كايلي ليدبروك
- البرازيل كيلي
- كندا تانيا دنيس
- كندا عائشة جاماني
- كندا قرة لانغ
- كندا جودي روبنسون
- الصين ليو سا
- الصين وانغ كون
- الصين شو يوان
- ألمانيا آنا بليسه
- ألمانيا آنيكي كران
- إيطاليا رافاييلا ماريني
- نيجيريا ستيلا جودوين
- نيجيريا نكيسي أودو
- نيجيريا سينثيا أووك
- روسيا أولغا بيتروفا
- روسيا إلينا تيريخوفا
- روسيا سفيتلانا تسيذيكوفا
- روسيا كسينيا تسيبوتوفيتش
- كوريا الجنوبية لي جانغ مي
- كوريا الجنوبية بارك إيون سون
- كوريا الجنوبية بارك هي يونغ
- إسبانيا نوريا زوفيا
- الولايات المتحدة كيري هانكس
- الولايات المتحدة شيري غراي

الأهداف العكسية
- ألمانيا آنيكي كران (1) (لصالح United States)
- إيطاليا فابيانا كوستي (1) (لصالح البرازيل)
- إسبانيا زورين جيلي جارسيا (1) (لصالح روسيا)
- تايلاند تيدارات ويواسوكهو (1) (لصالح أستراليا)

## روابط خارجية
- بطولة العالم للسيدات تحت 19 سنة فيفا تايلاند 2004، FIFA.com
- تقرير تقني لفيفا